# Teramo Calcio 1996-1997
Questa pagina raccoglie le informazioni riguardanti il Teramo Calcio nelle competizioni ufficiali della stagione 1996-1997.

## Rosa
| N. |                   | Ruolo | Calciatore            |
| -- | ----------------- | ----- | --------------------- |
|    | Italia (bandiera) | A     | Corrado Baglieri      |
|    | Italia (bandiera) | A     | Salvatore Bertuccelli |
|    | Italia (bandiera) | A     | Luigi Carpoca         |
|    | Italia (bandiera) | D     | Carlo Cherubini       |
|    | Italia (bandiera) | D     | Federico Ciarrocchi   |
|    | Italia (bandiera) | D     | Marcello Corazzini    |
|    | Italia (bandiera) | D     | Massimo D'Aprile      |
|    | Italia (bandiera) | D     | Ercole D'Eustacchio   |
|    | Italia (bandiera) | A     | Luca D'Ottavio        |
|    | Italia (bandiera) | P     | Fabrizio Grilli       |
|    | Italia (bandiera) | D     | Roberto Marcangeli    |

| N. |                   | Ruolo | Calciatore          |
| -- | ----------------- | ----- | ------------------- |
|    | Italia (bandiera) | D     | Cristian Marcat     |
|    | Italia (bandiera) | D     | Antonio Minadeo     |
|    | Italia (bandiera) | D     | Patrick Moro        |
|    | Italia (bandiera) | C     | Massimiliano Natale |
|    | Italia (bandiera) | C     | Angelo Paradiso     |
|    | Italia (bandiera) | D     | Luca Pelusi         |
|    | Italia (bandiera) | C     | Michele Perricone   |
|    | Italia (bandiera) | A     | Walter Piccioni     |
|    | Italia (bandiera) | C     | Gennaro Pizzo       |
|    | Italia (bandiera) | A     | Paolo Terzaroli     |
|    | Italia (bandiera) | P     | Paolo Calandri      |